# Tabladas (La Rioja)
Tabladas es una localidad del municipio de Mansilla de la Sierra en La Rioja (España).

## Demografía
Tabladas (La Rioja) contaba a 1 de enero de 2019 con una población de 7 habitantes, 5 hombres y 2 mujeres.
| Gráfica de evolución demográfica de Tabladas entre 2003 y 2019                                   |
|                                                                                                  |
| Población de derecho (2003-2010) según los censos de población del INE a 1 de enero de cada año. |